# Acaena × dieckii
Acaena × dieckii é uma espécie híbrida de rosácea do gênero Acaena, pertencente à família Rosaceae.